# Robert Fohr
Robert Fohr, né le 11 mars 1954 à Alger, est un historien de l'art, traducteur, écrivain et cadre de l'administration centrale du ministère de la Culture.

## Biographie
Il naît dans une famille française d'origine autrichienne et lorraine et de confession catholique.
Après des études supérieures au Lycée Henri-IV (Paris) et à l'Université de Paris-IV (histoire et histoire de l'art), il est, en 1981-1983, pensionnaire de l'Académie de France à Rome. Il travaille ensuite dans l'édition (Groupe Hachette) et dans la presse (journaliste pigiste au Quotidien de Paris), puis entre au ministère de la Culture en février 1992 comme chef du service de la communication de la direction des musées de France où il travaille successivement avec trois directeurs : Jacques Sallois, conseiller à la Cour des Comptes, premier directeur du Cabinet de Jacques Lang, ministre de la Culture, Françoise Cachin, conservateur général du patrimoine, ancienne directrice du musée d'Orsay, puis Francine Mariani-Ducray, administratrice civile, conseiller d'Etat. Il a de ce fait été impliqué, d'une part dans le grand mouvement de renouveau des musées de France, d'autre part dans les questions relatives aux spoliations nazies et aux restitutions. Il a notamment assuré la conception et l'organisation du colloque Pillages et restitutions. Le destin des œuvres d'art sorties de France pendant la Seconde Guerre mondiale (Paris, 1996)
De février 2006 à avril 2022, Robert Fohr a dirigé la mission du mécénat du ministère de la Culture,, œuvrant à l'essor du mécénat culturel, à la diffusion des dispositions incitatives de la loi n°2003-709 du 1er août 2003 relative au mécénat, aux associations et aux fondations, et au développement des bonnes pratiques ("Charte du mécénat culturel" publiée en 2014). A ce titre son service a engagé le ministère de la Culture dans des partenariats avec des institutions des mondes économique et juridique (Medef, Chambres de commerce et d'industrie, Ordre des experts-Comptables, Conseil supérieur du notariat et Conseil national des barreaux) et mis en place un programme de rencontres thématiques reconnues, les "Jeudis du mécénat". Dans le cadre de ses fonctions, Robert Fohr a représenté le ministre de la culture au conseil d'administration de la Fondation de France de 2006 à 2022 et participé à de nombreux événements relatifs au mécénat et aux fondations, y compris à l'international. Il est par ailleurs intuitu personae administrateur de la Fondation archéologique Pierre Mercier, reconnue d'utilité publique, de la Fondation d'entreprise AG2R La Mondiale pour la vitalité artistique, de l'association LaVita et de l'association The Beit Project France. Dans le domaine de la finance, il est également administrateur de la Société locale d’épargne (SLE) Paris Est de la Caisse d’Epargne Ile-de-France. Il est membre de la section française de l'Association internationale des critiques d'art (AICA) et membre de l'ICOM France.
Historien et historien de l'art de formation, il a reçu en 2018 le prix Paul-Marmottan de l'Académie des beaux-arts pour sa monographie Georges de La Tour, le maître des nuits.
En mai 2022, il a été élevé au grade de commandeur des Arts et des Lettres, distinction qui lui a été remise par Jean-Jacques Aillagon, ancien ministre de la Culture.
Robert Fohr est le père de deux enfants, nés de son mariage avec Isabelle Bénignus Van Brabant, pianiste et compositrice : Oriane Fohr, née en décembre 1985, violoncelliste, et Pierre-Louis Fohr, né en avril 1991, architecte.

## Publications
Auteur du catalogue des Peintures françaises et italiennes du XVIIe siècle. Musée des Beaux-Arts de Tours, musée de Richelieu, château d'Azay-le-Ferron (Paris, 1982) et de Georges de La Tour. Le maître des nuits (Paris 1997 ; nouvelle édition refondue et augmentée, 2018), il a été co-commissaire de l'exposition Daumier e Rouault (Villa Médicis, 1983-1984). Il a traduit le livre de Francis Haskell, La Norme et le Caprice. Redécouvertes en art (Paris, 1986) et a collaboré à l'ouvrage L'Art décoratif en Europe (Paris 1992-1994). De 1987 à 1992, il a écrit au Quotidien de Paris et dans d'autres supports, comme critique et historien de l'art. Il prépare actuellement une monographie sur le peintre Antoine-Jean Gros (1771-1835) et fait, avec deux autres historiens de l'art, des recherches en vue d'une publication sur l'émergence d'un "art français" entre 1580 et 1660.
Liste de publications (collaborations et translations comprises) : 
- Inventaire des collections publiques françaises (1982) Tours, musée des Beaux-Arts (1982)
- Patrice Alexandre (1983)
- Daumier e Rouault, catalogue de l'exposition, Rome, Académie de France, Villa Médicis, 1983-1984.
- La Norme et le caprice. Redécouvertes en art, aspects du goût... (traduction de l'ouvrage de Francis Haskell, Rediscoveries in art..., 1986)
- Guy Brunet, l'horizon de l'atelier (1990)
- Giovanni Battista Piranesi, 1720-1778... (1991)
- Georges de La Tour. Le maître des nuits (1997 ; nouvelle édition refondue et augmentée 2018)
- Daumier, sculpteur et peintre (1999)

## Distinctions

### Décorations
- Commandeur de l'ordre des Arts et des Lettres, le 4 mai 2022[6]